# Jatari
Jatari là một thị xã và là một nagar panchayat của quận Aligarh thuộc bang Uttar Pradesh, Ấn Độ.

## Nhân khẩu
Theo điều tra dân số năm 2001 của Ấn Độ, Jatari có dân số 17.038 người. Phái nam chiếm 54% tổng số dân và phái nữ chiếm 46%. Jatari có tỷ lệ 58% biết đọc biết viết, thấp hơn tỷ lệ trung bình toàn quốc là 59,5%: tỷ lệ cho phái nam là 69%, và tỷ lệ cho phái nữ là 45%. Tại Jatari, 18% dân số nhỏ hơn 6 tuổi.